# Hermann Klingspor

Hermann Klingspor

Karl Gustav Rudolf Hermann Klingspor (* 8. September 1885 in Siegen; † 12. November 1969 ebenda) war ein deutscher Unternehmer und Politiker (DVP, DNVP, DKP, DKP-DRP, FDP).

## Leben und Wirken
Hermann Klingspor besuchte Volksschulen in Siegen und Altenkirchen, dann die höhere Stadtschule in Altenkirchen und ein Gymnasium in Neuwied am Rhein. Nach dem Abitur 1905 war er ein Jahr lang als Fabrikarbeiter praktisch tätig. Danach begann er Staatswissenschaften an der Albert-Ludwigs-Universität Freiburg, wo er sich 1906 dem Corps Rhenania Freiburg anschloss. Als Inaktiver wechselte er an die Hessische Ludwigs-Universität Marburg und die Friedrich-Wilhelms-Universität Berlin. Später studierte er das Papierfach an der Technischen Hochschule Darmstadt und der TH Wien. Bevor er ab 1912 als Papierfabrikant arbeitete, diente er als Einjährig-Freiwilliger beim 3. Badischen Dragoner-Regiment „Prinz Karl“ Nr. 22. Er nahm von 1914 bis 1918 am Ersten Weltkrieg teil und erreichte den Rang eines Oberleutnants der Reserve.
Nach dem Ersten Weltkrieg nahm Klingspor seine Tätigkeit als Papierfabrikant (Jacob Oechelhaeuser Papierfabrik GmbH) wieder auf. Von 1924 bis 1928 gehörte er zwei Legislaturperioden lang als Abgeordneter der Deutschen Volkspartei (DVP) für den Wahlkreis 18 (Westfalen-Süd) dem Reichstag an. Daneben war er auch stellvertretendes Mitglied im Provinzialrat der Stadt Münster und Vorsitzender der westfälischen DVP-Jugendorganisation. Der Historiker Abraham Ashkenasi kennzeichnet Klingspor für diese Zeit als einen „typischen traditionsbewussten konservativen Nationalen“. Dem Historiker Kristian Buchna zufolge habe er in der Endphase der Weimarer Republik zu „denjenigen Aktivisten innerhalb der Deutschen Volkspartei [gehört], die einen Zusammenschluss mit Alfred Hugenbergs DNVP unter dem Vorbehalt einer weiteren Öffnung nach rechts herbeiführen wollten.“
1932 wechselte er von der DVP in die Deutschnationale Volkspartei (DNVP), deren Kreisvorsitzender er bis zur Auflösung der Partei war. Im Nationalsozialismus wurde Klingspor mit den Kriegsverdienstkreuzen 1. und 2. Klasse ausgezeichnet.
Nach NS-Ende begründete Klingspor 1945 als Nachfolgerin der DNVP die Deutsche Konservative Partei in Siegen mit. Schon im März 1946 schloss sich die Partei mit der Deutschen Aufbau-Partei (DAP) zusammen, behielt aber zunächst ihren Namen. Von 1946 bis 1950 war er mit Unterbrechungen – vor allem aufgrund eines politischen Betätigungs- und Redeverbotes – an führender Stelle in der DKP und nach dem Zusammenschluss 1946 in der 1948 umbenannten DKP-DRP tätig – ab Februar 1947 als ihr Vorsitzender. Als sich 1950 der größte, vor allem niedersächsische Teil der DKP-DRP mit der NDP zur Deutschen Reichspartei zusammenschloss, führte er die Reste der DKP-DRP als Nationale Rechte weiter. 1954 trat er mit dem nordrhein-westfälischen Landesverband der Nationalen Rechten zur Freien Demokratischen Partei (FDP) über. Dort war er 1959 bis 1964 Vorsitzender des Bezirksverbandes Westfalen Süd und somit Mitglied des FDP-Landesvorstandes in Nordrhein-Westfalen. Klingspor war zeitweise Vorsitzender des Vereins Deutscher Papierfabrikanten und des Arbeitgeberverbands der papiererzeugenden Industrie Westfalens.

## Ehrungen
Unvollständige Liste
- Ehrenvorsitzender des FDP-Kreisverbands Siegen (1966)[6]
- Ehrenmitglied des Corps Rhenania Freiburg
- Ehrenbrief der Stadt Siegen
- Bundesverdienstkreuz 1. Klasse (1955)